# Asma Jahangir
Asma Jahangir, född 27 januari 1952 i Lahore, död 11 februari 2018 i Lahore, var en pakistansk människorättsaktivist och advokat. Hon arbetade mot förtryck av religiösa minoriteter, hedersmord samt behandlingen av fångar i pakistanska fängelser. Hon grundade ett forum för kvinnors rättigheter tillsammans med sin syster 1980. Hon fick sitta i husarrest och mottog hot.

## Biografi
Asma Jahangir var dotter till Malik Ghulam Jilani som var statstjänsteman i det brittiska Indien. Hennes mor var en av de första kvinnor som fick en högre utbildning och hon bekämpade traditionella sedvänjor. Familjen protesterade mot Pakistans nya politik. Ghulam Jilani arresterades och deras landområden konfiskerades. Asma Jahangir blev tidigt politiskt aktiv.

### Utbildning
Jahangir studerade vid följande universitet:
- 1974 – BA, Kinnaird College, Lahore, Pakistan.
- 1978 – MA juristexamen, Punjab University, Lahore, Pakistan.
- 1998 – Queen’s University, Kanada.
- 1998 – University of St. Gallen, Schweiz.
- 2003 – Hedersdoktor Amherst College, USA.

## Arbete
Jahangir ägnade hela sitt yrkesliv åt att försvara mänskliga rättigheter, religiösa minoriteters rättigheter och skydd av barn i Pakistan. Hon grundade Human Rights Commission of Pakistan och var dess förste generalsekreterare. Tillsammans med sin syster, Hina Jilani grundade hon Women’s Action Forum, WAF.
Jahangir innehade följande tjänster:
- Advokat i ”Supreme Court of Pakistan”, sedan 1992.
- Advokat i Lahore High Court, Punjab, Pakistan, sedan 1982.
- Medlem i AGHS Law Associates,[a] sedan 1980.
- VD för AGHS Legal Aid Cell, Lahore, Pakistan, sedan 1984.

### Husarrest
Från 20 juni 2001 var Pervez Musharraf Pakistans president. I oktober 2007 återvände Benazir Bhutto till Pakistan för att ställa upp i det kommande presidentvalet. Den 3 november utlyste Musharraf undantagstillstånd för att bekämpa ökande extremism och terrorism. Hundratals motståndare till regeringen greps, inklusive advokater, aktivister, domare och journalister. Jahangir placerades i husarrest den 3 november för 90 dagar. Benazir Bhutto mördades den 27 december.
Jahangir fick sitta i husarrest i flera år och först efter ”Lawyer for Lawyers” brevkampanjer mot regeringen hävdes husarresten den 19 november 2010.